# Afyonkarahisar
Afyonkarahisar ou Afyon est une ville et un district de l’ouest de la Turquie, capitale de la province du même nom, peuplée de 285 683 habitants au recensement de 2017.

## Géographie
Afyon est un carrefour, les routes d'Ankara à Izmir et d'Istanbul à Antalya se croisent ici, elle est une étape populaire sur ces voyages.

## Histoire

### Antiquité

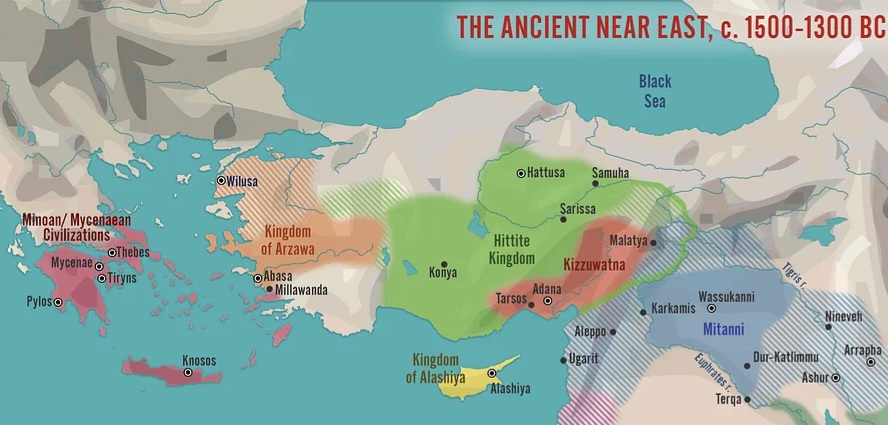
L'Arzawa avant la conquête hittite au.

Durant l'âge du bronze, la ville s'appelait Hapanuwa. Elle faisait partie du Royaume de Mira-Kuwaliya qui était intégré aux pays d'Arzawa, une entité qui réunissait plusieurs royaumes en Anatolie occidentale. Elle fut conquise par le roi hittite Mursili II au début du XIVe siècle lors de l'expédition d'Arzawa. Les Hittites y construisent la fameuse forteresse aux alentours de 1350 av. J.-C..

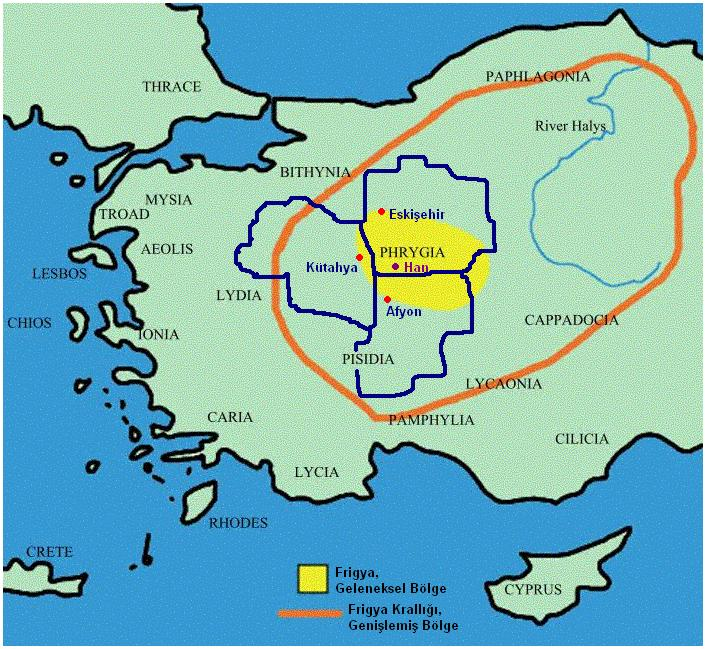
En jaune, emplacement traditionnel de la Phrygie. En orange, extension maximale de la Phrygie. En bleu, les provinces turques actuelles de Phrygie.

Lors de l'effondrement de l'empire hittite à la fin du IIe millénaire av. J.-C., les Phrygiens venus de Thrace en profitent pour s'y installer et y établir leur propre royaume au VIIIe siècle av. J.-C.
Le rocher volcanique où se trouve la forteresse hittite était devenu un lieu de culte pour les Phrygiens. On retrouve une dizaine de temples creusés et taillés dans la roche datant des IXe et VIe siècles av. J.-C. à travers la vallée phrygienne. À 31 km d'Afyonkarahisar, se trouve la ville phrygienne de Synnada, actuellement appelée Şuhut.

### Fin de l'Antiquité et Moyen Âge
Afyon était connue sous le nom d’Acroënus sous le règne de l’empereur byzantin Léon III qui la renomma en Nicopolis (cité de la victoire en grec) en 740. Les Seldjoukides la rebaptisèrent Kara Hisar (château noir) du nom de la forteresse située sur un rocher volcanique 228 m au-dessus de la ville (1071).
Vers 1265, le vizir seldjoukide du sultanat de Roum Sahip Ata choisit Afyon pour capitale de son beylicat. Ses descendants, les Sâhipataoğullari y règnent jusqu'en 1341. La région passe alors sous le contrôle des Germiyanides.
Elle fut conquise en 1392 par le sultan ottoman Bayezid Ier, perdue au bénéfice de Tamerlan en 1402, puis reconquise en 1428 ou 1429.

## Économie
L'économie d'Afyonkarahisar est basée sur l'agriculture, les industries et le tourisme thermal.
Afyon possède aussi une base aérienne (code AITA : AFY).

### Marbre
Afyonkarahisar produit une part importante des marbres transformés, elle se classe deuxième sur les exportations de marbre traité et quatrième sur le travertin. Afyon tient une part importante des réserves de marbre turques, avec environ 12,2 % des réserves totales turques.
Afyon a des types de marbre et des couleurs uniques et très connus. Comme "Afyon white", connu historiquement comme "Synnadic white" (ville antique de Synnada). "Afyon Menekse", historiquement connu comme "Pavonazzetto" et "Afyon kaplan postu". Historiquement, le marbre d'Afyon était généralement appelé "marbre Docimien". Le marbre Docimien a été admiré pour ses couleurs uniques et la qualité à grain fin, par les anciens. Quand les Romains ont pris le contrôle des carrières de Docimian, ils ont apprécié les belles combinaisons de couleurs de Docimien Pavonazzetto, qui est un type de marbre blanc avec des veines pourpres. Les empereurs Auguste, Trajan, Hadrien, ont fait un usage intensif du marbre Docimien pour leurs grands projets de construction.
Les 100 colonnes et mur du temple de Zeus et Héra en Grèce ont été construits avec le marbre d'Afyon.

### Thermalisme
La région d'Afyon possède une grande activité géothermique. Par conséquent, l'endroit a beaucoup de sources thermales, dont 5 sources principales aux eaux réputées pour leurs vertus curatives. Chacun d'entre elles ont des teneurs minérales élevées et des températures élevées, de 40 °C à 100 °C.[réf. souhaitée]

## Démographie
La population de la ville d'Afyonkarahisar est de 285 683 en 2017, avec 49,46 % d'hommes et 50,54 % de femmes. 95 % de la population d'Afyon sont des Turcs anatoliens et caucasiens, 5 % sont des Albanais et des Adyguéens.

## Littérature
Dans sa saga de science-fiction Mission Terre, l'écrivain Ron Hubbard situe la base des extraterrestres voltariens à proximité de cette ville.

## Personnalités
- Nurgül Yeşilçay (1976-), actrice.
- Meryem Çavdar (2000-), taekwondoïste          Burcu Köksal Maire de la ville d’Afyon